# Softbol als Jocs Olímpics d'estiu de 2020
El softbol és una de les competicions que es van disputar als Jocs Olímpics d'Estiu de 2020, realitzats a la ciutat de Tòquio, Japó. Fou la cinquena vegada que es disputà, després que s'estrenés als Jocs Olímpics d'Estiu de 1996 disputats a Atlanta i es deixés de disputar als Jocs Olímpics d'Estiu de 2008 de Pequín. El torneig fou disputat per sis equips. Els primers sis partits de la primera ronda es disputaren a l'estadi de beisbol Fukushima Azuma en un intent per posar de manifest la recuperació de Fukushima del desastre nuclear de Fukushima el 2011, mentre la resta de partits es disputaren a l'estadi de Yokohama. El softbol no es disputarà als Jocs de 2024.
Inicialment la competició estava programada pel 2020, però el 24 de març del 2020 es van ajornar els Jocs per culpa de la pandèmia de COVID-19. A causa d'aquesta pandèmia, els jocs es jugaran a porta tancada. El partit inaugural de la competició, entre Austràlia i el Japó, va significar que per primera vegada des del 1996, el partit inaugural de l'Olimpíada d'estiu no era un partit de futbol.

## Format de competició
El torneig de softbol va constar d'una lligueta de tots contra tots, sense partit de tornada. Els dos primers equips classificats lluitarien per la medalla d'or, mentre el tercer i el quart classificat disputarien el partit per a la medalla de bronze.

## Qualificació
Sis equips es van classificar per aquests Jocs, entre ells el Japó, que, com a país amfitrió, es classifica automàticament. L'equip dels Estats Units es classifica com a vencedor del Campionat del món de softbol de 2018. Els quatre llocs restants es van assignar a través de tres tornejos de classificació: una plaça al torneig d'Europa / Àfrica, una plaça al torneig d'Àsia / Oceania i dues places al torneig d'Amèrica. Itàlia, Mèxic, Canadà i Austràlia es van classificar guanyant aquests tornejos.
| Prova                                  | Data                       | Lloc    | Places | Qualificat     |
| -------------------------------------- | -------------------------- | ------- | ------ | -------------- |
| País amfitrió                          | N/D                        | N/D     | 1      | Japó           |
| Campionat del món de softbol de 2018   | 2–12 agost de 2018         | Chiba   | 1      | Estats Units   |
| Torneig de classificació Àfrica/Europa | 23–27 juliol 2019          | Utrecht | 1      | Itàlia         |
| Torneig de classificació d'Amèrica     | 25 agost – 1 setembre 2019 | Surrey  | 2      | Mèxic · Canadà |
| Torneig de classificació Àsia/Oceania  | 24–29 setembre 2019        | Xangai  | 1      | Austràlia      |
| TOTAL                                  |                            |         | 6      |                |

## Calendari de competició
| FG | Fase de grups | B | Partit per la medalla de bronze | F | Partit per la medalla d’or |

| Dic. 21 | Dij. 22 | Div. 23 | Dis. 24 | Diu. 25 | Dil. 26 | Dim. 27 | Dim. 27 |
| ------- | ------- | ------- | ------- | ------- | ------- | ------- | ------- |
| FG      | FG      |         | FG      | FG      | FG      | B       | F       |

## Equips participants
Un total de sis equips participen en la competició de softbol amb 15 atletes cadascun.
- Austràlia (15)
- Canadà (15)
- Estats Units (15)
- Itàlia (15)
- Japó (15)
- Mèxic (15)

## Medallistes
| Competició     | Or | Plata | Bronze |
| Torneig femení | JapóHaruka Agatsuma · Mana Atsumi · Yamato Fujita · Nozomi Goto · Nodoka Harada · Yuka Ichiguchi · Hitomi Kawabata · Nayu Kiyohara · Yukiyo Mine · Sayaka Mori · Minori Naito · Yukiko Ueno · Saki Yamazaki · Eri Yamada · Yu Yamamoto | Estats UnitsAli Aguilar · Monica Abbott · Valerie Arioto · Ally Carda · Amanda Chidester · Rachel Garcia · Haylie McCleney · Michelle Moultrie · Dejah Mulipola · Aubree Munro · Bubba Nickles · Cat Osterman · Janie Reed · Delaney Spaulding · Kelsey Stewart | CanadàJenna Caira · Emma Entzminger · Larissa Franklin · Jennifer Gilbert · Sara Groenewegen · Kelsey Harshman · Victoria Hayward · Danielle Lawrie · Janet Leung · Joey Lye · Erika Polidori · Kaleigh Rafter · Lauren Regula · Jennifer Salling · Natalie Wideman |

## Fase de grups
Els dos primers classificats disputen el partit per la medalla d'or, mentre el tercer i quart classificat disputaran el partit per la medalla de bronze.

### Classificacions
| Pos | Equip        | PJ | G | P | GF | GC | DG  | Pts | PD | Classificació                   |
| --- | ------------ | -- | - | - | -- | -- | --- | --- | -- | ------------------------------- |
| 1   | Estats Units | 5  | 5 | 0 | 9  | 2  | +7  | 10  | —  | Partit per la medalla d'or      |
| 2   | Japó (H)     | 5  | 4 | 1 | 18 | 5  | +13 | 9   | 1  | Partit per la medalla d'or      |
| 3   | Canadà       | 5  | 3 | 2 | 19 | 4  | +15 | 8   | 2  | Partit per la medalla de bronze |
| 4   | Mèxic        | 5  | 2 | 3 | 11 | 10 | +1  | 7   | 3  | Partit per la medalla de bronze |
| 5   | Austràlia    | 5  | 1 | 4 | 5  | 21 | −16 | 6   | 4  |                                 |
| 6   | Itàlia       | 5  | 0 | 5 | 1  | 21 | −20 | 5   | 5  |                                 |

Resultats
- Els horaris corresponen a la zona horària UTC+09:00

| Japó | 8 - 1 | Austràlia |
| ---- | ----- | --------- |
|      |       |           |

| Estats Units | 2 - 0 | Itàlia |
| ------------ | ----- | ------ |
|              |       |        |

| Canadà | 4 - 0 | Mèxic |
| ------ | ----- | ----- |
|        |       |       |

| Canadà | 0 - 1 | Estats Units |
| ------ | ----- | ------------ |
|        |       |              |

| Japó | 3 - 2 | Mèxic |
| ---- | ----- | ----- |
|      |       |       |

| Austràlia | 1 - 0 | Itàlia |
| --------- | ----- | ------ |
|           |       |        |

| Canadà | 7 - 1 | Austràlia |
| ------ | ----- | --------- |
|        |       |           |

| Mèxic | 0 - 2 | Estats Units |
| ----- | ----- | ------------ |
|       |       |              |

| Itàlia | 0 - 5 | Japó |
| ------ | ----- | ---- |
|        |       |      |

| Estats Units | 2 - 1 | Austràlia |
| ------------ | ----- | --------- |
|              |       |           |

| Japó | 1 - 0 | Canadà |
| ---- | ----- | ------ |
|      |       |        |

| Mèxic | 5 - 0 | Itàlia |
| ----- | ----- | ------ |
|       |       |        |

| Estats Units | 2 - 1 | Japó |
| ------------ | ----- | ---- |
|              |       |      |

| Itàlia | 1 - 8 | Canadà |
| ------ | ----- | ------ |
|        |       |        |

| Austràlia | 1 - 4 | Mèxic |
| --------- | ----- | ----- |
|           |       |       |

## Fase final

### Partit per la medalla d'or
| Estats Units | 0 - 2   | Japó |
| ------------ | ------- | ---- |
|              | Informe |      |

### Partit per la medalla de bronze
| Canadà | 3 - 2   | Mèxic |
| ------ | ------- | ----- |
|        | Informe |       |